# Quer (Guadalajara)
Quer ist eine zentralspanische Kleinstadt und eine Gemeinde mit 1.045 Einwohnern (Stand: 2024) in der Provinz Guadalajara in der Autonomen Gemeinschaft Kastilien-La Mancha. 

## Geografie
Quer befindet sich etwa 46 Kilometer nordöstlich von Madrid und etwa neun Kilometer westsüdwestlich von Guadalajara in einer Höhe von ca. 700 m. 

## Bevölkerungsentwicklung
| Bevölkerung | Bevölkerung | Bevölkerung | Bevölkerung | Bevölkerung | Bevölkerung |
| 1970        | 1981        | 1991        | 2001        | 2011        | 2021        |
| ----------- | ----------- | ----------- | ----------- | ----------- | ----------- |
| 84          | 88          | 110         | 76          | 661         | 921         |

## Sehenswürdigkeiten
- Marienkirche (Iglesia de Santa María la Blanca)
- Rathaus

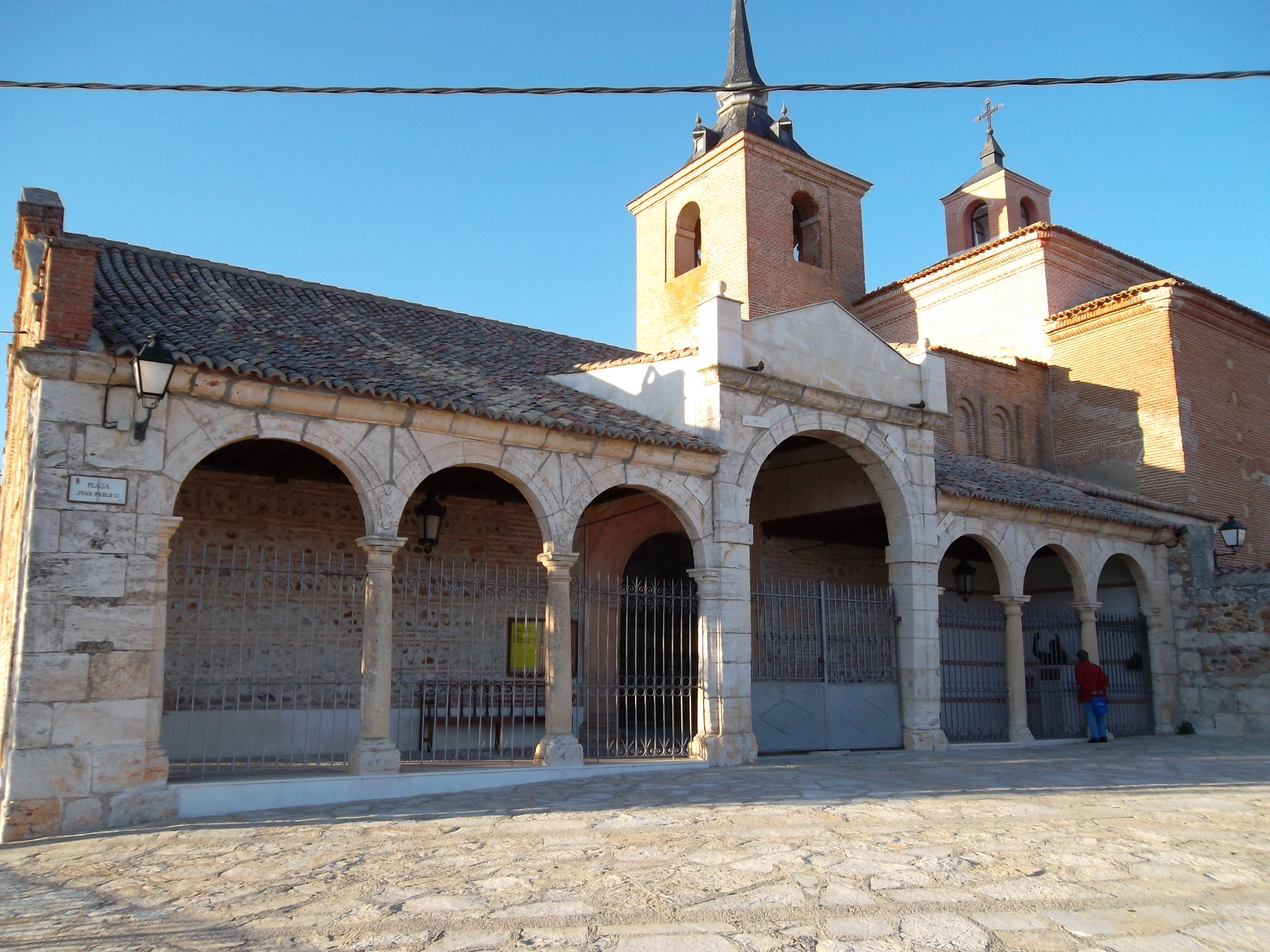
Marienkirche
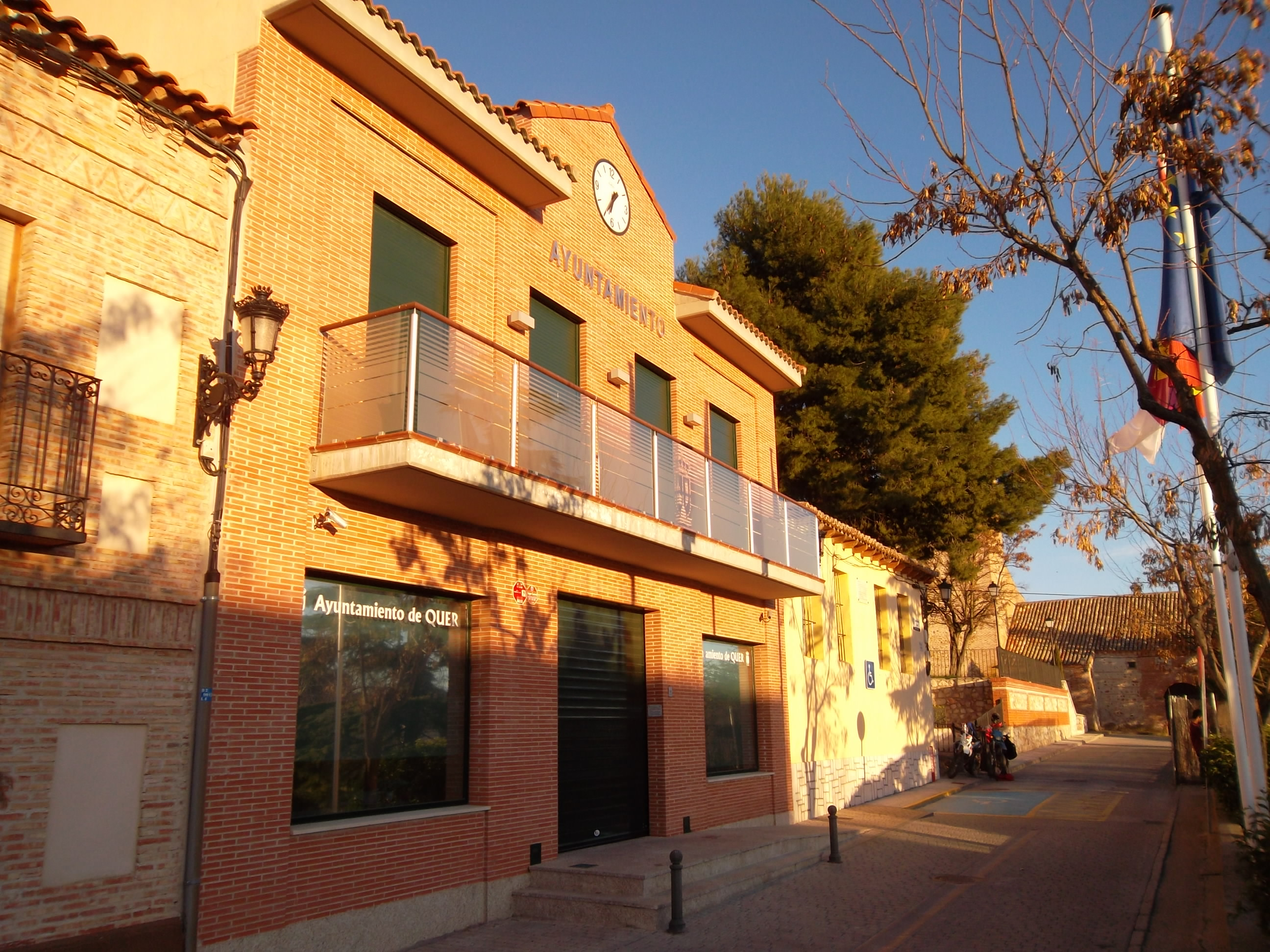
Rathaus

## Persönlichkeiten
- Ramón de Garciasol (eigentlich Miguel Alonso Calvo, 1913–1994), Schriftsteller